# WTAP
WTAP (англ. WT1 associated protein) – білок, який кодується однойменним геном, розташованим у людей на короткому плечі 6-ї хромосоми. Довжина поліпептидного ланцюга білка становить 396 амінокислот, а молекулярна маса — 44 244.
| 10         |  | 20         |  | 30         |  | 40         |  | 50         |
| ---------- |  | ---------- |  | ---------- |  | ---------- |  | ---------- |
| MTNEEPLPKK |  | VRLSETDFKV |  | MARDELILRW |  | KQYEAYVQAL |  | EGKYTDLNSN |
| DVTGLRESEE |  | KLKQQQQESA |  | RRENILVMRL |  | ATKEQEMQEC |  | TTQIQYLKQV |
| QQPSVAQLRS |  | TMVDPAINLF |  | FLKMKGELEQ |  | TKDKLEQAQN |  | ELSAWKFTPD |
| SQTGKKLMAK |  | CRMLIQENQE |  | LGRQLSQGRI |  | AQLEAELALQ |  | KKYSEELKSS |
| QDELNDFIIQ |  | LDEEVEGMQS |  | TILVLQQQLK |  | ETRQQLAQYQ |  | QQQSQASAPS |
| TSRTTASEPV |  | EQSEATSKDC |  | SRLTNGPSNG |  | SSSRQRTSGS |  | GFHREGNTTE |
| DDFPSSPGNG |  | NKSSNSSEER |  | TGRGGSGYVN |  | QLSAGYESVD |  | SPTGSENSLT |
| HQSNDTDSSH |  | DPQEEKAVSG |  | KGNRTVGSRH |  | VQNGLDSSVN |  | VQGSVL     |

A: Аланін

C: Цистеїн

D: Аспарагінова кислота

E: Глутамінова кислота

F: Фенілаланін

G: Гліцин

H: Гістидин

I: Ізолейцин

K: Лізин

L: Лейцин

M: Метіонін

N: Аспарагін

P: Пролін

Q: Глутамін

R: Аргінін

S: Серин

T: Треонін

V: Валін

W: Триптофан

Кодований геном білок за функцією належить до фосфопротеїнів. 
Задіяний у таких біологічних процесах, як процесинг мРНК, сплайсинг мРНК, клітинний цикл, ацетилювання, альтернативний сплайсинг. 
Локалізований у ядрі.